# М'ясне борошно
М’ясне борошно — високопротеїновий корм тваринного походження. Виробляють з висушеного і розмеленого екстрагованого м’яса.
Енергетична цінність 1 кг м'ясного борошна становить 16,5 МДж обмінної енергії, 427 г перетравного протеїну, 72,5 г кальцію і 38,5 г фосфору.